# Volcan du Diable
Le volcan du Diable est une petite montagne de la grande Terre, l'île principale de l'archipel des Kerguelen, dans les Terres australes et antarctiques françaises. C'est un cône strombolien, de dimensions assez modestes, qui culmine à 315 mètres.

## Toponymie
Le nom de ce volcan a été attribué par Charles Mouzon, administrateur de la France d'Outre-mer, chef de district de Kerguelen, lors de la 2e mission en 1952.

## Géographie

### Situation, topographie

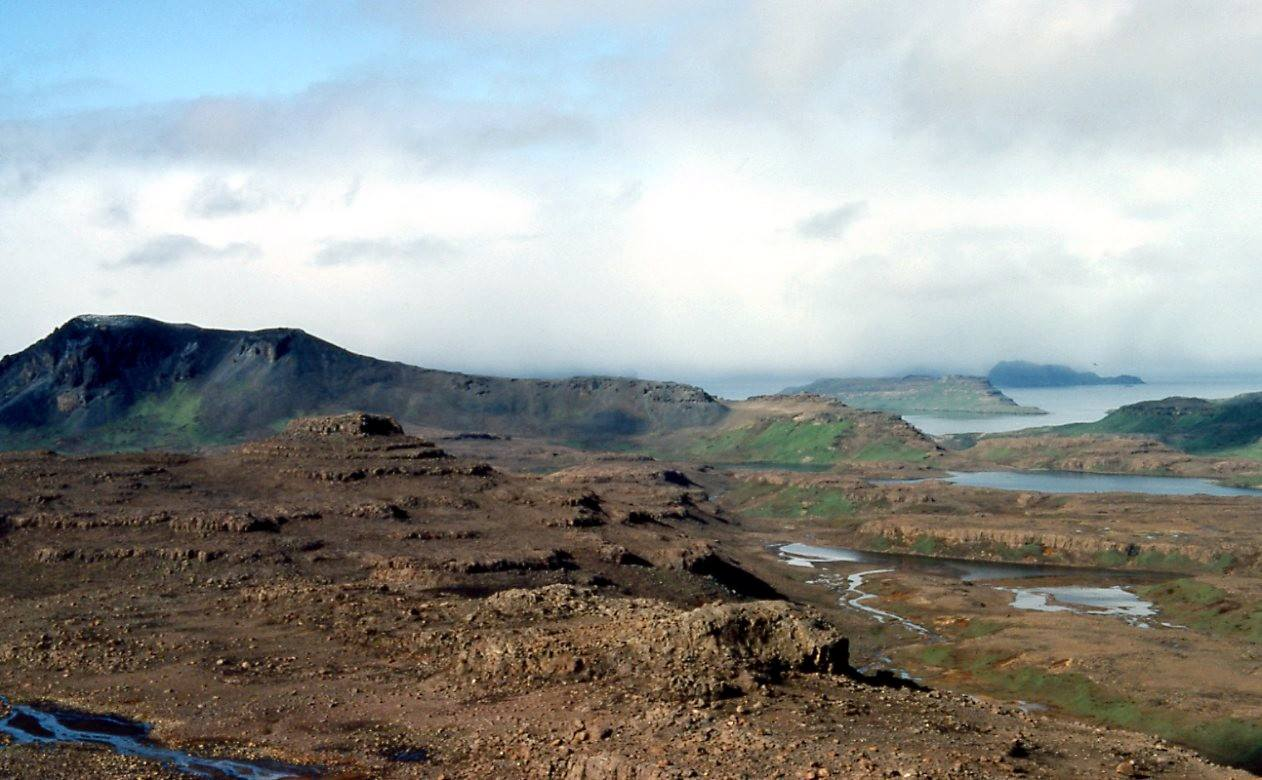
Le volcan du Diable avec en arrière-plan, la baie des Swains

Dans la partie méridionale du plateau Central, au paysage largement dominé par les entablements basaltiques, il forme un relief singulier sur l'itinéraire qui, du nord au sud, mène de l'ancienne station piscicole du lac d'Armor à l'ancienne usine baleinière de Port-Jeanne-d'Arc.
La pente sud du volcan dévale vers l'anse du Volage au fond de la baie des Swains, la pente nord vers les lacs Noir, d'Argoat et d'Enfer (cités d'est en ouest).

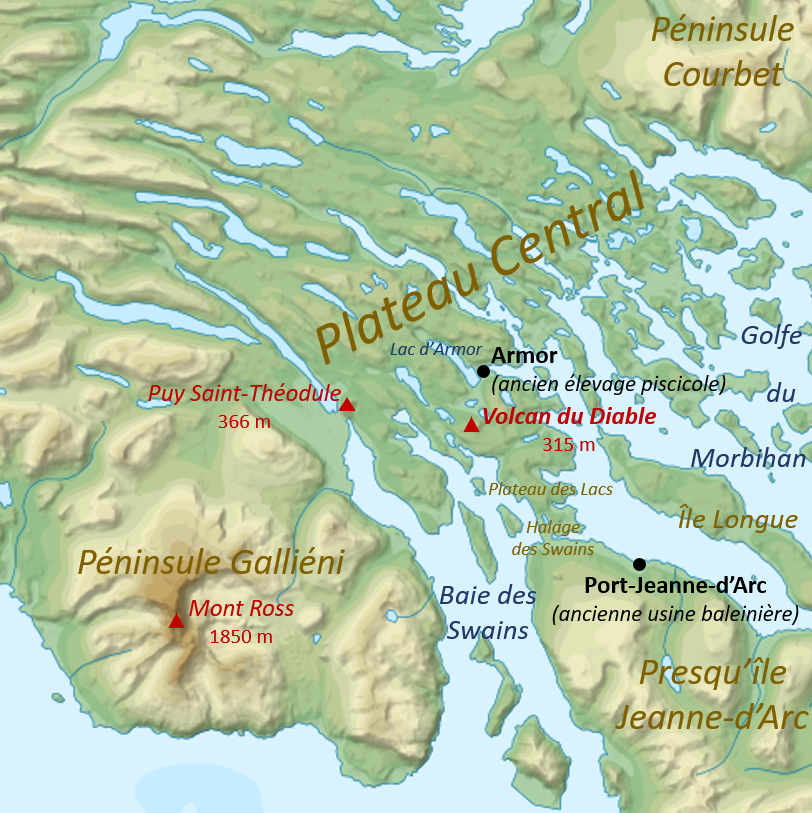
Localisation détaillée du volcan du Diable.

### Géologie
Comme le puy Saint-Théodule situé environ 7 km plus à l'ouest, il constitue un appareil éruptif adventif du massif du mont Ross et l'un des plus jeunes volcans des Kerguelen. Sa genèse a débuté par une activité phréatomagmatique qui a déposé un soubassement de cendres, de tufs jaunes palagonitiques et de brèches, puis s'est poursuivie par l'éjection de scories et de bombes basaltiques et l'émission d'une coulée en direction du sud-ouest.

## Dans la culture
Le volcan du Diable figure dans un carnet philatélique, dit « carnet gourmand », édité en 2003 par les TAAF, sur un timbre dessiné par Jean-Claude Mézières. Il est associé au renne pour une recette culinaire de civet de renne « volcan du Diable ».